# Althaesia
Althaesia é um género de besouros da família Biphyllidae, contendo as seguintes espécies:
- Althaesia acuminata Arrow, 1929
- Althaesia arrowi Grouvelle, 1914
- Althaesia leai Blackburn
- Althaesia pilosa Pascoe
- Althaesia sericeus Lea